# Loganiaceae
Loganiaceae — родина квіткових рослин, віднесених до порядку Gentianales. Родина включає до 13 родів, поширених у тропіках світу. Немає якихось значних морфологічних характеристик, щоб відрізнити ці таксони від інших у порядку Gentianales.
Багато представників Loganiaceae надзвичайно отруйні, спричиняючи смерть від судом. Отруйні властивості значною мірою зумовлені алкалоїдами, подібними до тих, що містяться в Strychnos. Глікозиди також присутні у вигляді логаніну в Strychnos.
Попередня обробка родини включала до 29 родів. Філогенетичні дослідження показали, що це широке визначення Loganiaceae було поліфілетичним угрупованням, і численні роди були видалені з Loganiaceae до інших родин (іноді в інших порядках), наприклад, Gentianaceae, Gelsemiaceae, Plocospermataceae, Tetrachondraceae, Buddlejaceae та Gesneriaceae. Деякі класифікаційні схеми, особливо схема Тахтаджана, розбивають решту Loganiaceae навіть на чотири родини; Strychnaceae, Antoniaceae, Spigeliaceae, Loganiaceae.

## Роди
Деякі джерела вказують, що родина складається з 13 родів. У більш останньому дослідженні деякі види Labordia є синонімами Geniostoma, в результаті чого в інших джерелах налічується 12 родів.
- Antonia Pohl
- Bonyunia R. H. Schomb. ex Progel
- Gardneria Wall.
- Geniostoma J. R. Forst. & G.Forst.
- Labordia Gaudich.
- Logania R.Br.
- Mitrasacme Labill.
- Mitreola L.
- Neuburgia Blume
- Norrisia Gardner
- Spigelia L.
- Strychnos L.
- Usteria Willd.